# Sikasso
Sikasso és la segona ciutat (per població) del Mali i un municipi prop de la frontera burkinabé, a 375 km al sud-est de Bamako. És la capital de la tercera regió administrativa. La població ha passat de 114.000 individus el 1998 a 135.000 l'any 2005. En el cens del 2009 apareix amb 	225.753 habitants.

## Geografia
Situada a 375 km al sud-est de Bamako, a 100 km de la frontera de la Costa d'Ivori i a 45 km de la de Burkina Faso, Sikasso és una ciutat-encreuament entre els països costaners (Togo, Bénin, Ghana, Costa d'Ivori) i els països enclavats (Burkina Faso i Mali).
Beneficiant d'un clima subtropical amb precipitacions molt abundants durant l'estació de les pluges (298,6 mm d'altura de pluja pel mes més plujós), la producció agrícola és abundant. Les fruites i llegums són disponibles tot l'any i l'autosuficiència alimentaria està assegurada a diferència de la resta del Mali.

## Història
La ciutat de Sikasso fou fundada al començament del segle XIX per Mansa Daoula Traoré. Fou la capital del regne de Kénédougou. Un tata (muralla defensiva) fou construïda l'any 1890 per Tiéba Traoré, rei de Kénédougou, amb la finalitat de protegir la ciutat contra els atacs de Samori Touré i després dels de les tropes colonials franceses. Fou engrandida i reforçada per Babemba Traoré. Aquest edifici està amenaçat de desaparició per raó de la pressió del desenvolupament de la ciutat. El Consell dels ministres del 18 de març de 2009 va adoptar un projecte de decret classificant la Tata de Sikasso i elements associats al patrimoni cultural nacional.
L'abril de 1898, el coronel Audéoud va agafar el pretext del rebuig de Babemba Traoré, successor de Tiéba, a l'establiment d'una guarnició francesa, per atacar la ciutat. Els tres recintes del Tata van resistir a Samori però no van poder resistir els obusos moderns i malgrat els violents contra-atacs dels defensors, la ciutat fou presa al terme de dos dies de setge el primer de maig de 1898 i seguidament saquejada.
El municipi mixt de Sikasso fou creat l'any 1954. Sikasso esdevingué un municipi de ple exercici per la llei francesa del 18 de novembre de 1955. Fou llavors dirigida per un consell municipal elegit per un col·legi únic dirigit per un alcalde elegit en el seu si.

## Llocs naturals o històrics de la regió
- Les ruïnes de la llegendaria tata de Sikasso construït al segle XIX pel rei Tiéba Traoré i Babemba Traoré. La Tata de Sikasso és una imponent muralla de terra construïda per defensar la ciutat contra els agressors. El darrer recinte tenia un perímetre de 9,5 km; un gruix de 6 metres a la base i 2 metres a la cimera i d'una altura variant de 4 a 6 metres i comptava 5 grans portes amb barrots. Gràcies a la Tata, Sikasso va resistir molt de temps a les tropes de Samori Touré i a l'assalt de l'exèrcit colonial francès.
- El mamelon de Sikasso, un turó artificial al centre de la ciutat on residien els reis de Sikasso.
- Les grutes de Missirikoro a 13 km.
- Les cascades de Farako a 20 km.
- El palau dels reis del Kenedougou.

## Economia
El gener de 2001 l'agència auxiliar de la Banca central dels Estats de l'Àfrica de l'Oest va obrir la seva sucursal amb la finalitat de donar una empenta a l'economia d'aquesta ciutat estratègica. Fou inaugurada dos mes més tard pel president de la República Alpha Oumar Konaré i el governador de la institució, Charles Konan Banny.
Sikasso està comunicada per l'Aeroport internacional de Sikasso Dignagan

## Cultura
El festival « Triangle del balafon », consagrat a l'instrument de música tradicional, es desenrotlla cada any a Sikasso.
La construcció d'un museu del balafon està previst a Sikasso, a Bougoula-Caseriu.
El Centre d'investigació per la salvaguarda i la promoció de la cultura sénoufo, creada pel pare Emilio Escudero Yangüela, presenta i treballa en la recol·lecció d'informacions sobre la cultura Sénoufo.

## Religió
Com pel conjunt del Mali, la principal religió és l'Islam, amb tanmateix una presència animista i de les minories cristianes.

## Personalitats lligades a la ciutat
- Youssouf Sogodogo, fotògraf, nascut l'any 1955 a Sikasso
- Em Abdoul Wahab Berthé, advocat, doctor en dret, home polític i Ministre de Treball i de la Funció Pública del President Amadou Toumani Touré (designat sovint com ATT) fins al 22 de març de 2012.

## Esport
L'Estadi Babemba Traoré està situat a Sikasso. L'Associació Esportiva Tata Nacional és un club de futbol basat a Sikasso.

## Subdivisions administratives
El cercle de Sikasso reagrupa els municipis de Benkadi, Blendio, Dandéresso, Dembella, Dialakoro, Diomaténé, Dogoni, Doumanaba, Fama, Farakala, Finkolo Ganadougou, Finkolo-Sikasso, Gongasso, Kabarasso, Kaboila, Kafouzela, Kapala, Kapolondougou, Kignan, Klela, Kofan, Kolokoba, Koumankou, Kouoro, Kourouma, Lobougoula, Miniko, Miria, Missirikoro, N'Tjikouna, Natien, Niéna, Nongo-Souala, Pimperna, Sanzana, Sikasso, Soukourani-Missirikoro, Tella, Tiankadi, Waténi, Zanferebougou, Zangaradougou i Zanièna.

## Agermanaments
- Brive-la-Xavala (França).